# Crossopriza
Crossopriza là một chi nhện trong họ Pholcidae.

## Các loài
Các loài trong chi này gồm:
- Crossopriza cylindrogaster Simon, 1907
- Crossopriza johncloudsleyi Deeleman-Reinhold & van Harten, 2001
- Crossopriza lyoni (Blackwall, 1867)
- Crossopriza maculipes (Spassky, 1934)
- Crossopriza nigrescens Millot, 1946
- Crossopriza pristina (Simon, 1890)
- Crossopriza semicaudata (O. P.-Cambridge, 1876)
- Crossopriza soudanensis Millot, 1941

## Hình ảnh

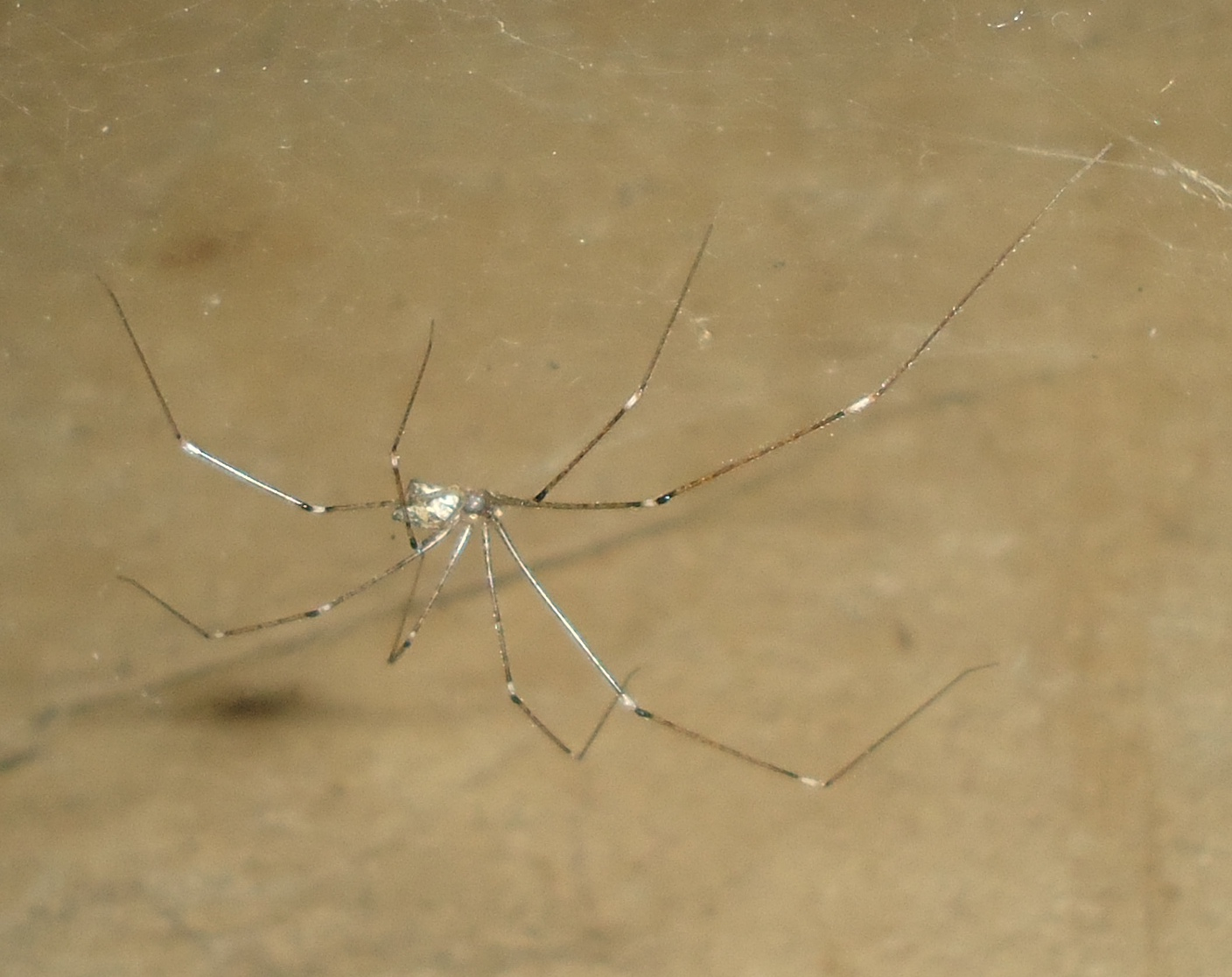
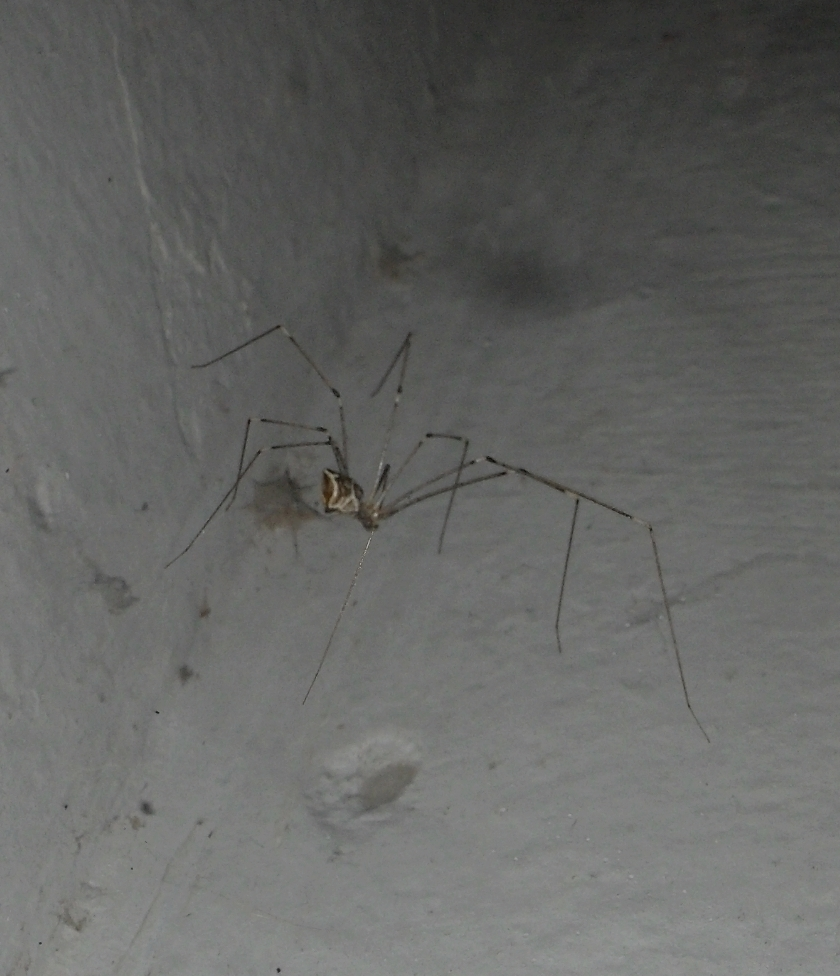